# فرط الذاكرة
فرط الذاكرة أو ذاكرة السيرة الذاتية المتفوقة للغاية (اختصارًا HSAM) هي حالةٌ نادرةٌ تجعل الشخص المصاب بها يتذكر كل لحظة في حياته بكل تفاصيلها ولا ينسى شيئاً مهما مرت السنوات، عدد المصابين بها 60 شخصُا أو أقل.
عدم قدرة المصابين بهذه الحالة على نسيان تجاربهم الشخصية، تسبب لهم القلق والتوتر الشديدين بسبب تذكرهم لكل تفاصيل حياتهم والتركيز على المؤلمة والمحرجة منها.

## مقالات ذات صلة
- قوي الذاكرة
- اضطراب تذكر الماضي